# Yaprupsvogel
De yaprupsvogel (Edolisoma nesiotis synoniem: Coracina nesiotis)  is een zangvogel uit de familie Campephagidae (rupsvogels). De vogel werd in 1872 door Gustav Hartlaub en Otto Finsch als aparte soort beschreven. Later is de vogel ook wel beschouwd als ondersoort van de monniksrupsvogel (E. tenuirostre synoniem: C. tenuirostris) als C. t. nesiotis. Het is een bedreigde, endemische vogelsoort op Yap in de Caroline-eilanden. 

## Kenmerken
De vogel is 24 cm lang. Het is een opvallende, slanke soort met een relatief smalle snavel, lange en een lange staart. Het mannetje is overwegend donker leikleurig grijs, donkerder op de kop met een donkergrijs masker rond het oog. Het vrouwtje is bleek roodbruin op buik en borst, donkerder roodbruin van boven en met streepjes op de flanken.

## Verspreiding en leefgebied
De vogel komt alleen voor op Yap, een groep zeer dicht bij elkaar gelegen eilanden in Micronesië. De vogel werd tijdens onderzoek in de jaren 1980 waargenomen in zowel bos als in meer open savannelandschap op de eilanden. Maar het aantal waarnemingen was laag en daardoor is er weinig ecologische informatie over de vogel.

## Status
De yaprupsvogel heeft een beperkt verspreidingsgebied en daardoor is de kans op uitsterven aanwezig. De grootte van de populatie werd in 1990 geschat op 180 volwassen individuen en de populatie-aantallen nemen af door habitatverlies. Het leefgebied wordt aangetast door ontbossing waarbij natuurlijk bos wordt afgebrand voor agrarisch gebruik (beweiding). Daarnaast bestaat het risico van introductie van de bruine nachtboomslang (Boiga irregularis).  Om deze redenen staat deze soort als bedreigd op de Rode Lijst van de IUCN.